# Csonka

Csonka (Чонка) — з 1900 року угорський виробник автомобілів. Штаб-квартира розташована в Будапешті. У 1912 році компанія припинила виробництво автомобілів.

## Янош Чонка. Заснування компанії
Янош Чонка народився в 1852 році, в 1870 році навчався в Парижі, в 1877 році став викладати в Будапешті. У 1893 році він разом зі своїм колегою Донатом Банкі вдосконалили конструкцію карбюратора, який винайшов ще в 1882 році Енріко Бернарді. Карбюратор Чонка-Банкі став батьком сучасних карбюраторів.

## Початок виробництва автомобілів

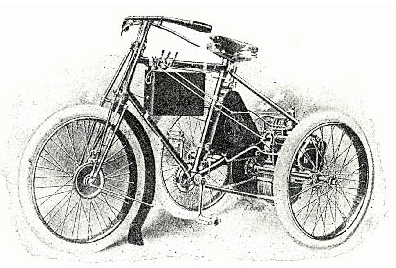
Csonka 2HP

У 1900 році він виготовляє партію 3-колісних мотоциклів для угорської пошти, вони випускалися до 1902 року.

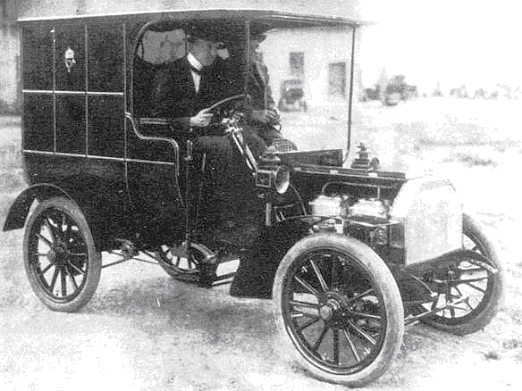
Csonka 14HP

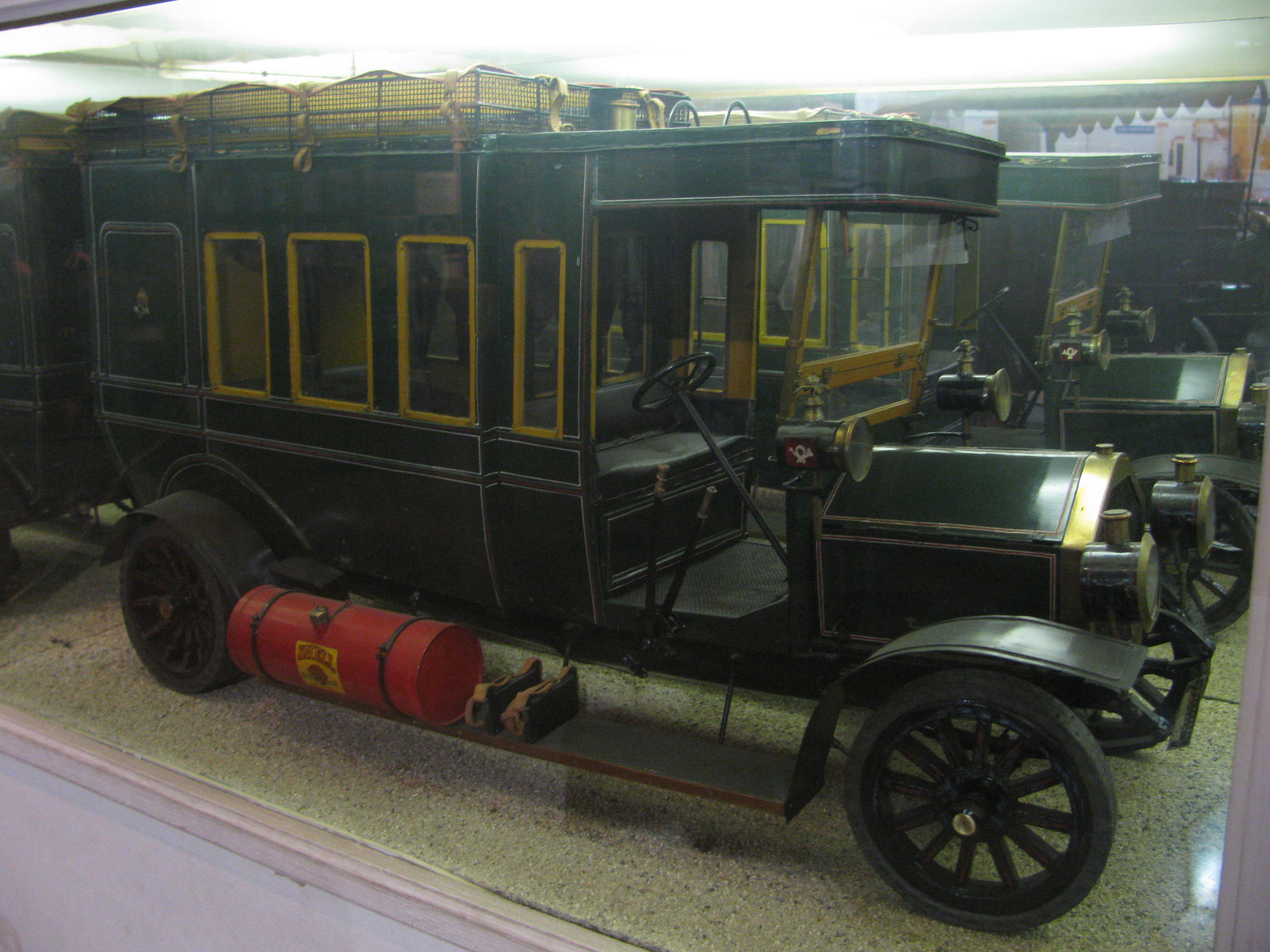
Автобус на базі Csonka 14HP

У 1904 році угорська пошта замовляє 14 розвізних вантажівок, в травні 1905 року Чонка випробовує перший зразок. Його автомобіль мав 4-циліндровий 2.5 л мотор, потужністю 25 сил. Оскільки Чонка не мав своїх потужностей, то шасі і мотор конструкції Чонки будувала фірма Röck, кузови ж поставляла фірма Glattfelder.
У 1908 році з'явився люкс-автомобіль «Чонка», це був 4-циліндровий 5.1 л 40-сильний автомобіль, кузови також поставляла фірма Glattfelder. Машина випускалася 2 роки.

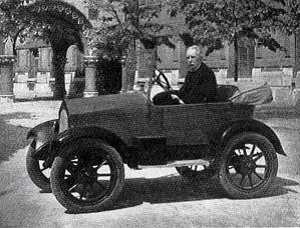
Янош Чонка за кермом своєї Csonka 4HP

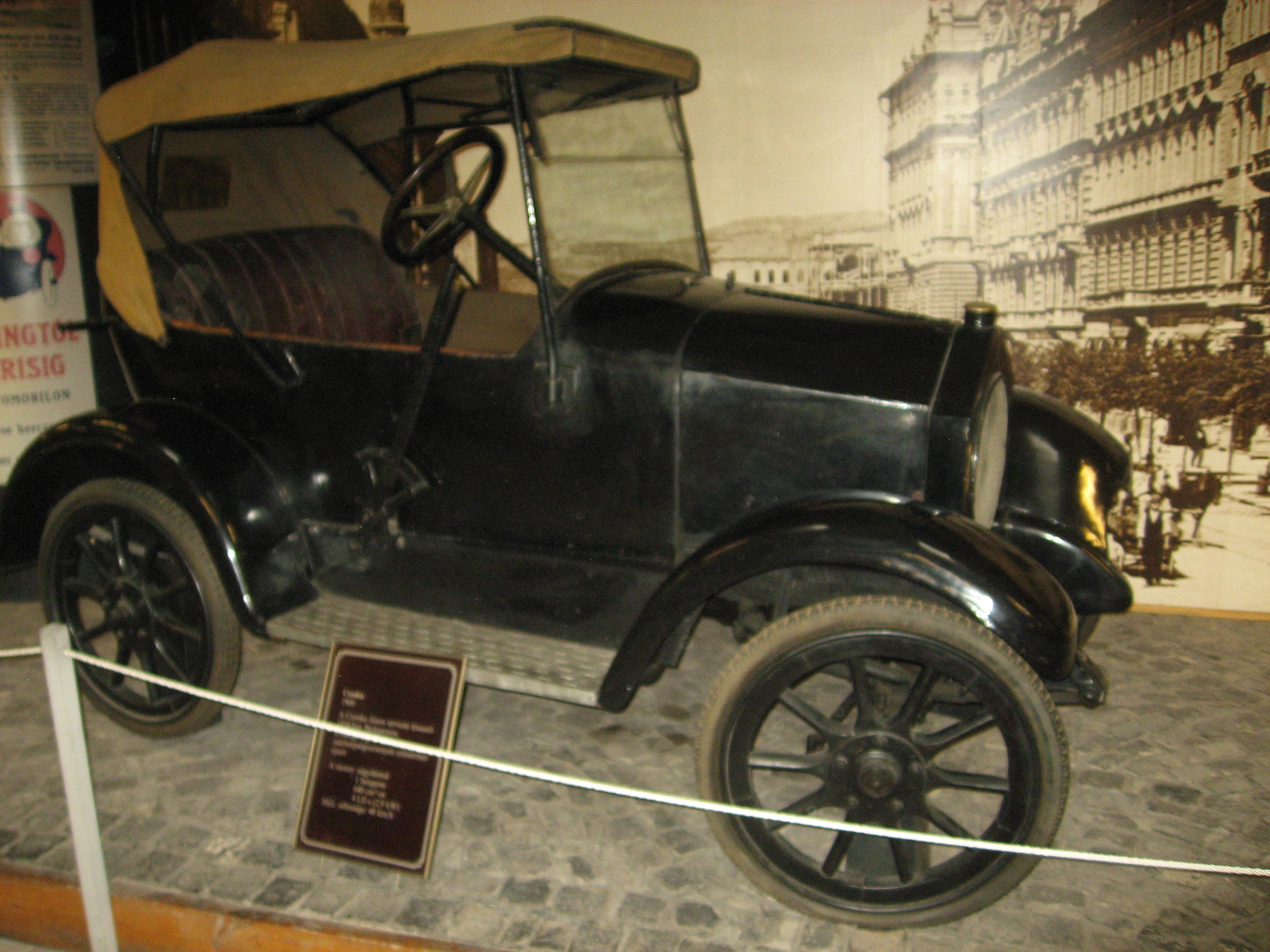
Csonka 4HP, що збереглася

Через рік Чонка кидається в іншу крайність, він будує 1-циліндрову 4-сильну машинку. Мотор, шасі, коробки і навіть кузов Чонка будує особисто, в результаті він зумів продати 3 такі машинки.
Ця маленька машина стала першою угорською машиною з карданним приводом.

## Припинення виробництва автомобілів. Закриття компанії

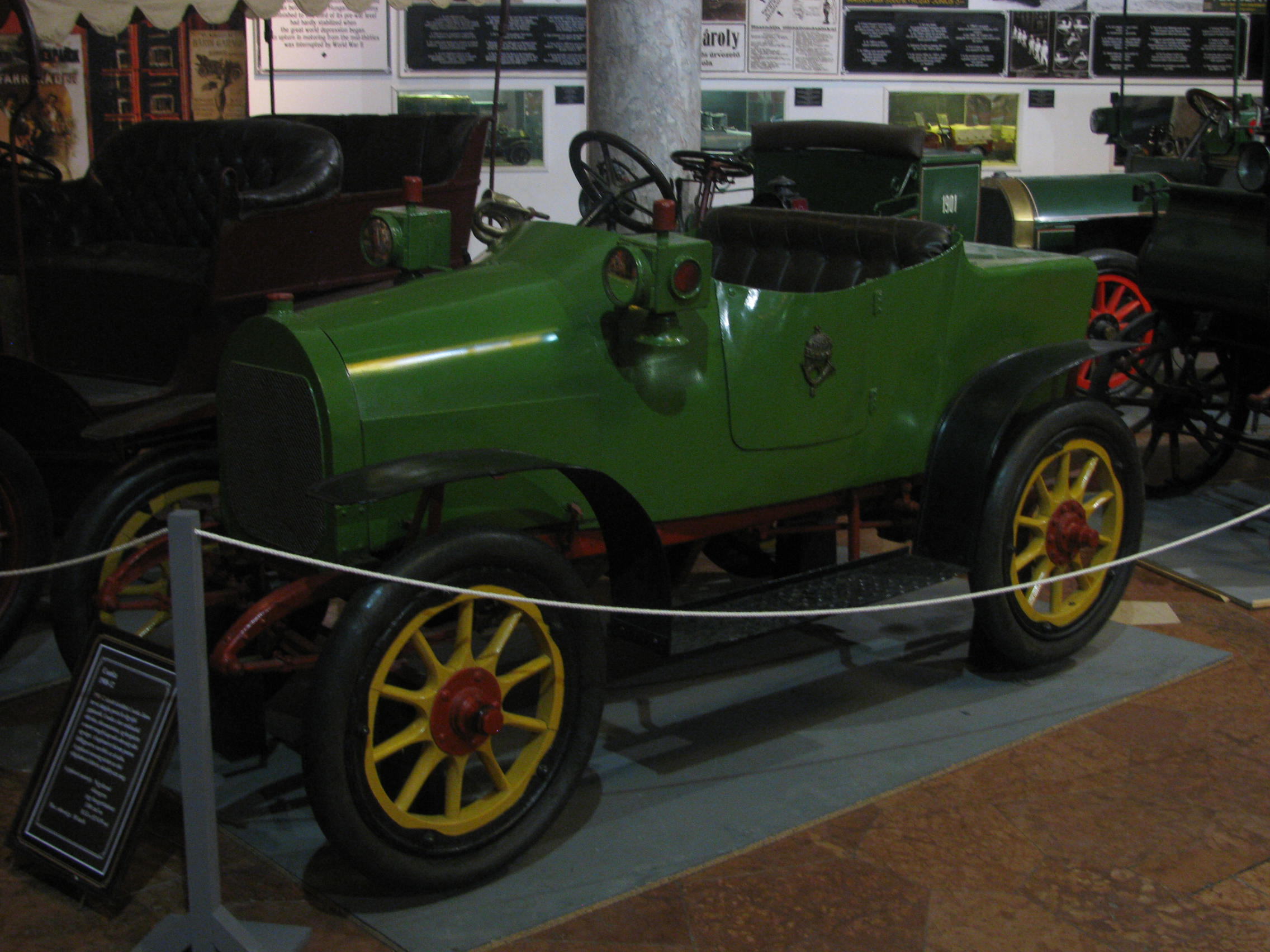
Csonka 8HP

У 1911 році він будує 4-циліндрову 1.1 л машину, потужністю 8 сил. Ця машина також поступає на службу мадярської пошти, причому пошті перепадає 12 машин з 14-ти випущених. У 1912 році він продає ліцензії на свої автомобілі угорським фірмам Röck і MAG. А сам іде з автомобільного бізнесу, однак цими фірмами було випущено ще 150 автомобілів його конструкції.
Сам конструктор помер у 1939 році, у віці 87 років, однак продовжував винаходити і патентувати свої винаходи практично до самої старості, його останній патент був оформлений в 1936 році, коли йому було 84 роки.

## Список автомобілів Csonka
- 1900 — Csonka 2HP
- 1905 — Csonka 14HP
- 1908 — Csonka 40HP
- 1909 — Csonka 4HP
- 1911 — Csonka 8HP